# Franck Jotterand
Pour les articles homonymes, voir Jotterand.
 (décembre 2021).
Franck Jotterand, né le 28 janvier 1923 à Aubonne et mort le 13 septembre 2000 à Bière, est un journaliste, auteur dramatique, critique littéraire et bellettrien vaudois.

## Biographie
Originaire de Saint-Livres, Franck Jotterand, alors résidant à Lausanne, adhère à Belles-Lettres le 14 mai 1943 et exerce sa plume à divers titres. Proche de Léon Savary et d'André Gorz. En 1948, il découvre Paris où il travaille comme correspondant de la Gazette littéraire et il devient titulaire de la rubrique Lettres romandes dans le quotidien Le Monde.
Après un séjour aux États-Unis où il enseigne à l'Université de l'Illinois, il réalise en 1961 un film intitulé Ramuz, passage d'un poète, en collaboration avec Alain Tanner. En 1970 parait son livre intitulé Le nouveau théâtre américain, une somme sur la créativité théâtrale américaine de 1910 à la fin des années 60. En 1971, il recueille et préface les témoignages de 22 écrivains romands dans un ouvrage intitulé Pourquoi j'écris. L'œuvre littéraire de Franck Jotterand, successeur de Charles Apothéloz à la tête du Théâtre de Vidy, s'inscrit résolument vers le spectacle, notamment avec le livret d'une mini-fête des vignerons organisée à Aubonne, réplique bon enfant de celle de Vevey. Franck Jotterand occupait encore ce poste de directeur du Centre dramatique de Lausanne lorsqu'en 1981 un grave accident de la circulation le laisse sérieusement handicapé.
Un hommage recueilli par le journaliste Jean-Pierre Moulin dans son livre Présence de Franck Jotterand, paru en 1997 à L'Âge d'Homme, donne la mesure de son œuvre, et une étude signée Daniel Vuataz, parue en 2013 aux Éditions de l'Hèbe, replace l'aventure de la Gazette littéraire et de son animateur dans le contexte culturel romand des années 1960-1970. Franck Jotterand a reçu la bourgeoisie d'honneur de la ville d'Aubonne, à titre posthume, en juillet 2013.